# 이산 웨이블릿 변환

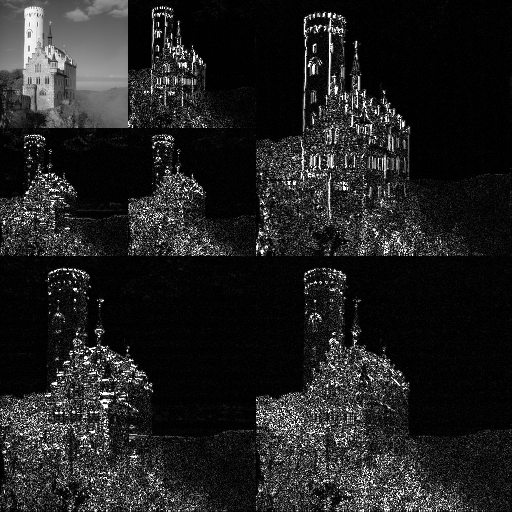

이산 웨이블릿 변환(Discrete wavelet transform, DWT)은 수치 분석 및 기능 분석에서 웨이블릿이 이산적으로 샘플링되는 모든 웨이블릿 변환이다. 다른 웨이블릿 변환과 마찬가지로 푸리에 변환에 비해 중요한 장점은 시간적 해상도이다. 즉, 주파수와 위치 정보(시간상의 위치)를 모두 캡처한다.

## 속성
DWT(Haar DWT)는 일반적으로 웨이블릿의 바람직한 특성을 보여준다. 첫째, O(n) 연산으로 수행될 수 있다. 둘째, 다양한 규모로 조사하여 입력의 빈도 내용에 대한 개념뿐만 아니라 시간적 내용, 즉 이러한 빈도가 발생하는 시간도 포착한다. 이러한 두 가지 속성이 결합되어 고속 웨이블릿 변환(FWT)은 기존 고속 푸리에 변환(FFT)의 대안이 된다.

### 시간 문제
필터 뱅크의 비율 변화 연산자로 인해 이산 WT는 시불변이 아니지만 실제로 시간에 따른 신호 정렬에 매우 민감한다. 웨이블릿 변환의 시간에 따라 변하는 문제를 해결하기 위해 말랫(Mallat)과 중(Zhong)은 시간 변화에 불변하는 신호의 웨이블릿 표현을 위한 새로운 알고리즘을 제안했다. TI-DWT라고 불리는 이 알고리즘에 따르면, 이항 시퀀스 2^j(j∈Z)를 따라 스케일 매개변수만 샘플링되고 각 시점에 대해 웨이블릿 변환이 계산된다.

## 같이 보기
- 이산 코사인 변환
- 웨이블릿
- 웨이블릿 변환